# SN 2009ec
SN 2009ec – supernowa odkryta 19 kwietnia 2009 roku w galaktyce A110628+2405. W momencie odkrycia miała maksymalną jasność 18,30m.